# بیمارستان حضرت ولی‌عصر (ارسنجان)
بیمارستان ولیعصر بیمارستانی است درمانی واقع در شهر ارسنجان، استان فارس وابسته به دانشگاه علوم پزشکی شیراز با ظرفیت ۳۹ تخت فعال که در سال ۱۳۷۵ شمسی تأسیس گردید.
بخش‌های بستری موجود در این بیمارستان عبارتند از: قلب، اطفال، جراحی زنان و زایمان، ENT، داخلی، چشم، جراحی عمومی، CCU، زایشگاه، اورژانس بستری، POST CCU و مادر پرخطر